# ستيفان فان دير والت
ستيفان فان دير والت (بالإنجليزية: Stephan van der Walt)‏ هو لاعب اتحاد الرغبي جنوب أفريقي، ولد في 21 أبريل 1991 في كليركسدورب ‏ في جنوب أفريقيا.